# 田宗鼎
田宗鼎（？—1413年），字重器，第四代思南土司。
田宗鼎為前任土司田大雅之子，他於永樂八年（1410年）繼承土司之位，被封為思南宣慰使。他與宣慰副使黃禧不和，互相攻擊，明廷改任命黃禧為辰州府知府。不久之後，思州土司因爭奪沙坑之地與思南土司發生衝突。黃禧遂與思州土司田琛勾結，率兵攻思南。田宗鼎不敵，攜家眷逃走。田琛殺死田宗鼎之弟，又發掘了思南土司的祖墳，將田宗鼎之母戮屍，盡掠其人畜貲財，所過殘害其民。田宗鼎向明廷揭發此事，永樂帝派鎮遠侯顧成將田琛、黃禧二人逮捕送往京師。田宗鼎走投無路前來投奔，永樂帝認為若將其放回一定會展開報復行動，因此也將田宗鼎留在京師，每月發給俸祿。田宗鼎十分不滿，揭發祖母與黃禧通姦是發生災殃的根本原因，祖母也揭發田宗鼎縊殺親母、瀆亂人倫之事。永樂帝大怒，命刑部問罪。永樂十一年（1413年），田宗鼎以「滅倫」之罪被處決，思南土司於翌年被改土歸流。